# Hemixera
Hemixera är ett släkte av fjärilar. Hemixera ingår i familjen mätare.
Kladogram enligt Catalogue of Life:
| Hemixera | \| \| Hemixera fulvida \| \| \| \| \| \| Hemixera orthosiodes \| \| \| \| |
|          | \| \| Hemixera fulvida \| \| \| \| \| \| Hemixera orthosiodes \| \| \| \| |
|          | Hemixera fulvida                                                          |
|          |                                                                           |
|          | Hemixera orthosiodes                                                      |
|          |                                                                           |